# Fever (album van Kylie Minogue)
Fever is het achtste album van de Australische zangeres Kylie Minogue, uitgebracht in 2001.
Het album kenmerkt zich door lichte, dansbare nummers.
Mede dankzij de single Can't Get You Out of My Head, die wereldwijd meer dan 4 miljoen exemplaren verkocht, werd het album een commercieel succes. Het album is Minogues succesvolste in onder meer Australië, Canada en de VS. Het bereikte de eerste plaats in de hitlijsten van Australië, Oostenrijk, Frankrijk, Duitsland, Griekenland, Ierland, Japan en het Verenigd Koninkrijk. Andere top-10 hits van het album zijn In Your Eyes, Love at First Sight en Come into My World.

## Tracks
1. "More, More, More" - 4:41
2. "Love at First Sight" - 3:59
3. "Can't Get You Out of My Head" - 3:51
4. "Fever" - 3:31
5. "Give It to Me" - 2:50
6. "Fragile"- 3:46
7. "Come into My World" - 4:31
8. "In Your Eyes" - 3:20
9. "Dancefloor" - 3:25
10. "Love Affair" - 3:49
11. "Your Love" - 3:49
12. "Burning Up" - 3:59